# Ljubow Nikolajewna Sapolskaja
Ljubow Nikolajewna Sapolskaja (russisch Любовь Николаевна Запольская; * 7. Augustjul. / 19. August 1871greg. im Dorf Bigildino, Ujesd Dankow, Gouvernement Rjasan; † 3. November 1943 in Rjasan) war eine russisch-sowjetische Mathematikerin und Hochschullehrerin.

## Leben
Sapolskajas Großvater Nikita Nikolajewitsch Sapolski war Protoiereus der Russisch-Orthodoxen Kirche und Missionar in Jakutien. Sapolskajas Vater Nikolai Nikititsch Sapolski war Russisch-Gymnasiallehrer.
Sapolskaja trat 1880 in das St. Petersburger Mädchengymnasium ein. Nach dem Abschluss 1887 mit einer Goldmedaille absolvierte sie eine dreijährige Ausbildung zur Lehrerin wieder mit einer Goldmedaille. Darauf studierte sie in St. Petersburg in den neuen Höheren Bestuschewskije kursy für Frauen in der Physikalisch-Mathematischen Fakultät bei Wassili Grigorjewitsch Imschenezki, Dmitri Fjodorowitsch Seliwanow, Iwan Wsewolodowitsch Meschtscherski, Oskar Backlund, Orest Danilowitsch Chwolson und Nikolai Nikolajewitsch Beketow mit Abschluss 1894. Sie wurde Mitglied der Sankt Petersburger Mathematischen Gesellschaft.
Nachdem Sapolskaja die Ministererlaubnis für ein Universitätsstudium erlangt und die Zusage einer finanziellen Unterstützung von ihrer Cousine Alexandra Petrowna Lossewa erhalten hatte, reiste sie im Oktober 1895 nach Göttingen zum weiteren Studium an der Universität Göttingen bei Felix Klein und  David Hilbert. Bei Hilbert fertigte sie ihre Dissertation über relativ-abelsche kubische Zahlkörper an. Für die Promotion legte sie die Prüfungen in Mathematik, Astronomie und Physik am 19. Juni 1900 ab. Ihre Dissertation mit der eidlichen Versicherung in deutscher und lateinischer Sprache, dass sie die Dissertation selbständig ohne Hilfe verfasst hatte, verteidigte sie 1902 mit Erfolg, worauf die Promotion zur Doktorin der Philosophie und Magistra der Freien Künste vom Deutschen Kaiser anerkannt wurde.
1902 kehrte Sapolskaja nach Russland zurück. Im März 1905 verteidigte sie an der Universität Moskau mit Erfolg ihre Dissertation für die Promotion zur Magistra der Mathematik. In den Zeitungen wurde sie eine zweite Sofja Kowalewskaja genannt. Im August 1906 erhielt sie eine Stelle als Mathematik-Lehrerin am Mädchengymnasium in Rjasan, wo sie bei ihrer Familie leben konnte. Im Frühjahr 1910 ging sie zu weiteren Studien nach Göttingen.
Nach der Oktoberrevolution zog Sapolskaja zu ihrer Cousine Alexandra Petrowna Lossewa in Rjasan. Sogleich wurde sie von der Volksbildungsabteilung des Gouvernements zur Arbeit in das Pädagogische Institut Rjasan geschickt, wo sie Vorlesungen über Wahrscheinlichkeitsrechnung, Differential- und Integralrechnung und Differentialgeometrie hielt (bis 1923). Sie lehrte dann an der Staatlichen Universität Saratow und am Pädagogischen Institut Jaroslawl.
1930 wurde Sapolskaja Leiterin des Lehrstuhls für Höhere Mathematik des Pädagogischen Instituts des Kuban-Gebiets in Krasnodar. Allerdings musste sie noch im selben Jahr die Stelle aus Gesundheitsgründen aufgeben und nach Rjasan zu ihrer Cousine zurückkehren. Wegen ihrer Verdienste erhielt sie eine Persönliche Pension. Sie betätigte sich weiter wissenschaftlich, war Mitglied der Rjasaner Wissenschaftlichen Gesellschaft, und häufig ließen sich junge Ingenieure von ihr beraten. Sie musizierte und machte Mathematik mit Nachbarskindern. Sie pflegte ihre deutlich ältere Cousine.
Der Protoiereus und nach seinem Märtyrertod in der Oktoberrevolution 1994 heiliggesprochene Iwan Alexandrowitsch Kotschurow war Sapolskajas Vetter.